# Пуеньяго-суль-Гарда
Пуеньяго-суль-Гарда, Пуеньяґо-суль-Ґарда (італ. Puegnago sul Garda) — муніципалітет в Італії, у регіоні Ломбардія, провінція Брешія.
Пуеньяго-суль-Гарда розташоване на відстані близько 440 км на північ від Рима, 105 км на схід від Мілана, 23 км на схід від Брешії.
Населення — 3420 осіб (2014).

## Демографія
Населення за роками:

Станом на 1 січня 2023 року в муніципалітеті офіційно проживав 231 іноземець з 38 країн, серед них 68 громадян країн Євросоюзу та 17 громадян України.

## Сусідні муніципалітети
- Гавардо
- Манерба-дель-Гарда
- Мусколіне
- Польпенацце-дель-Гарда
- Сало
- Сан-Феліче-дель-Бенако